# Celje
Celje (německy Cilli, latinsky Celeia) je slovinské město v Dolním Štýrsku. Žije zde přibližně 38 tisíc obyvatel. Spolu s Městskou občinou Celje je domovem pro téměř sedmdesát tisíc lidí. Město se nachází v centrální části na soutoku řek Savinja a Voglajna. Známé je především díky středověkému hradu.

## Název
Ve starověku bylo známé jako Kelea, Celeia, jehož kořenem bylo pravděpodobně indoevropské slovo *kel- ' vysoký , kopec ', což naznačuje, že bylo opevněnou osadou postavenou na kopci. V latině začala být zmiňována jako latinsky: Civitas Celeia. Podle jiných lze vzít v úvahu i původ staroirského celīd-  a nelze opomenout ani spojitost s názvem Keltoi pro Kelty.
Poprvé bylo Celje zmíněno ve středověku pod jménem Cylie , v kronice Wolfholda von Admonta, sepsané mezi lety 1122 a 1137.
V místní slovinské mluvě se název města vyslovuje Cjele nebo Cele.[zdroj?]

## Přírodní poměry

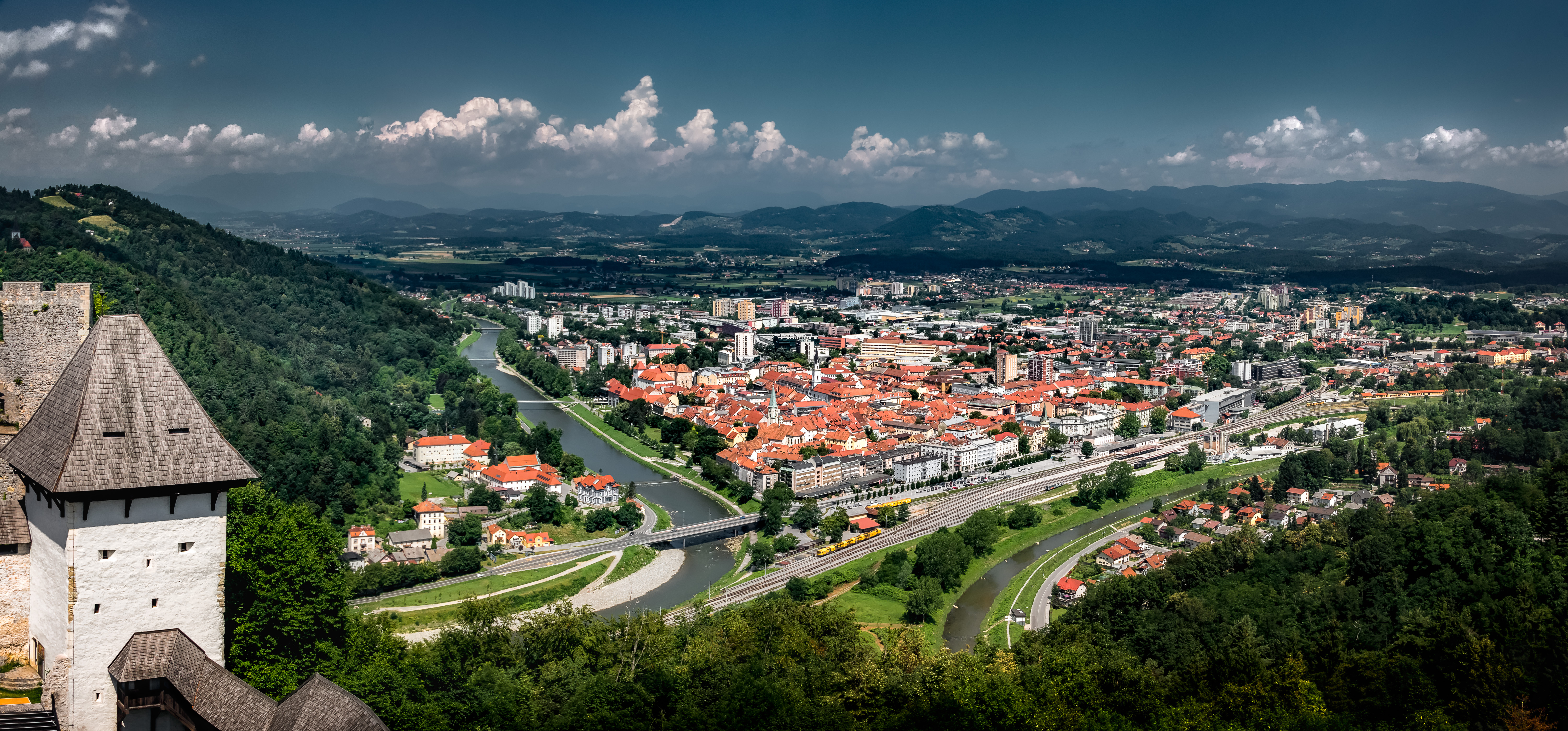
Pohled na město a údolí řeky Savinji.

Město se nachází v centrální části země, v údolí řeky Savinja. Rozvinulo se přibližně na polovině pomyslné trasy mezi metropolí Slovinska Lublaní a druhým největším městem, Mariborem. Celje je od Lublaně vzdáleno 60 km, od Mariboru 50 km, od Záhřebu 70 km a od Klagenfurtu 85 km. Vyplňuje celou délku širokého údolí řeky Savinji, resp. jejího přítoku, Voglajny.

### Podnebí a vodstvo
Kromě obou uvedených patří mezi menší vodní toky ještě potoky Ložnica, Hudinja a Koprivnica. Obě uvedené se vlévají do Savinji na západním okraji města. 

### Flora a fauna
Ze staroměstské strany je břeh řeky Savinji upraven jako promenáda s alejí. Lemují ji různé rozsáhlejší parky, např. městské sady, nábřežní park apod.
V okolí Celje se nachází navštěvované Šmartinské jezero. Je to jezero umělé, bylo naplněno v roce 1970. Jihovýchodním směrem od Celje se leží soutěska Hudičev graben. Krajina se zvedá více jižně od města a méně severně, jak vystupuje z širokého údolí řeky Savinji a Voglajny.

## Historie

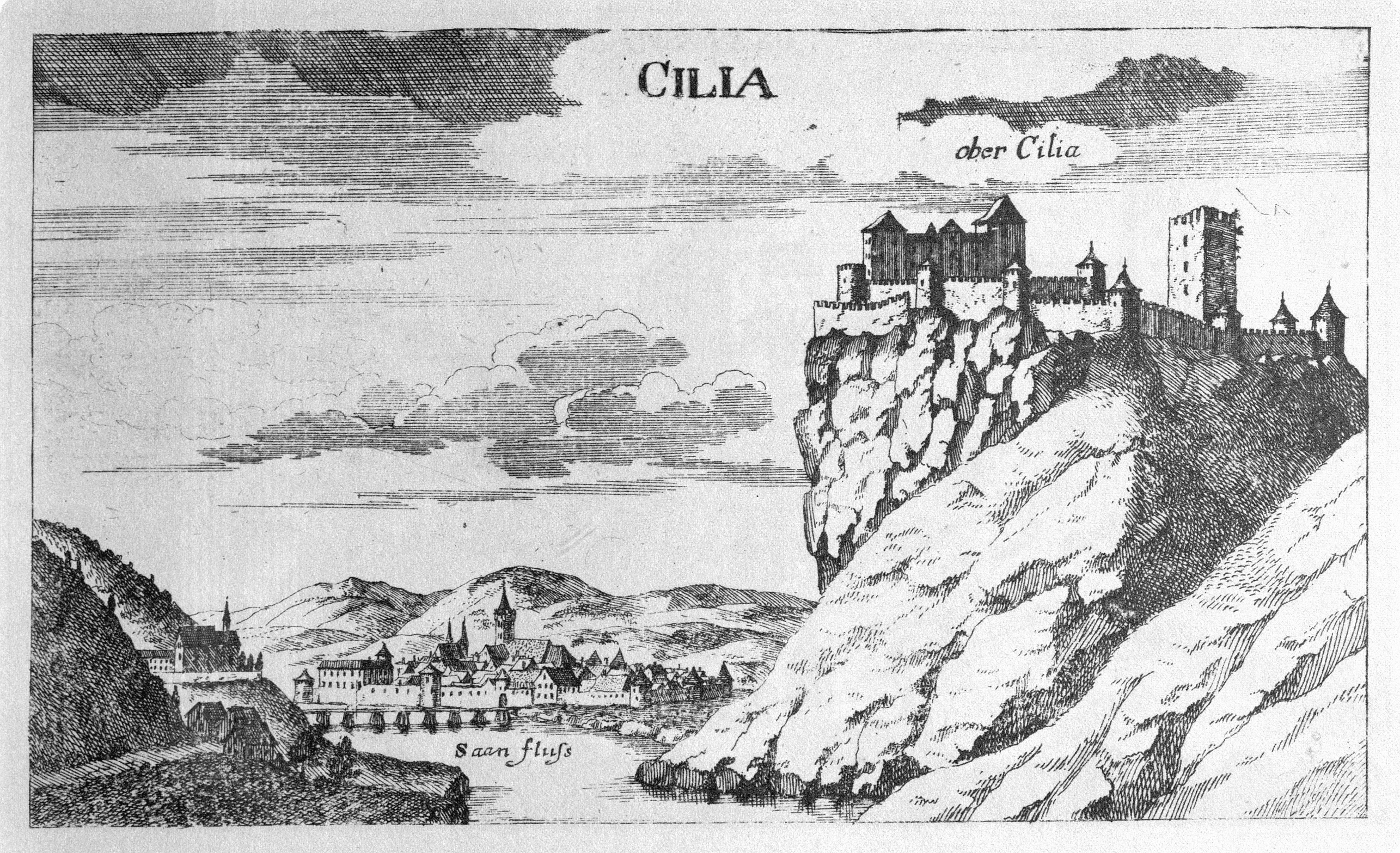
Cilli, Georg Matthäus Vischer, Topographia Ducatus Stiriae, Graz 1681

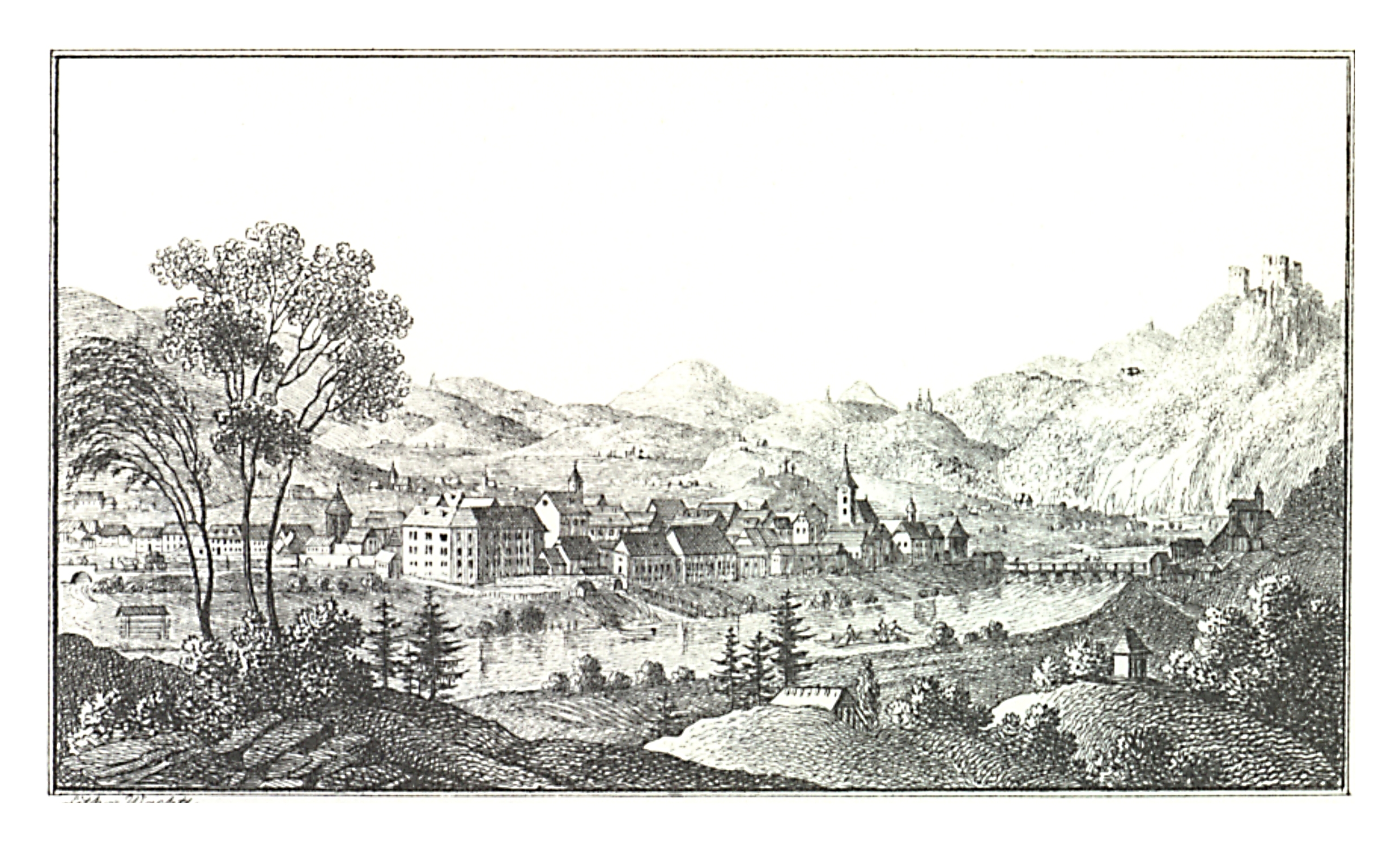
Celje, 1830 - Lith. Kaiser, Graz

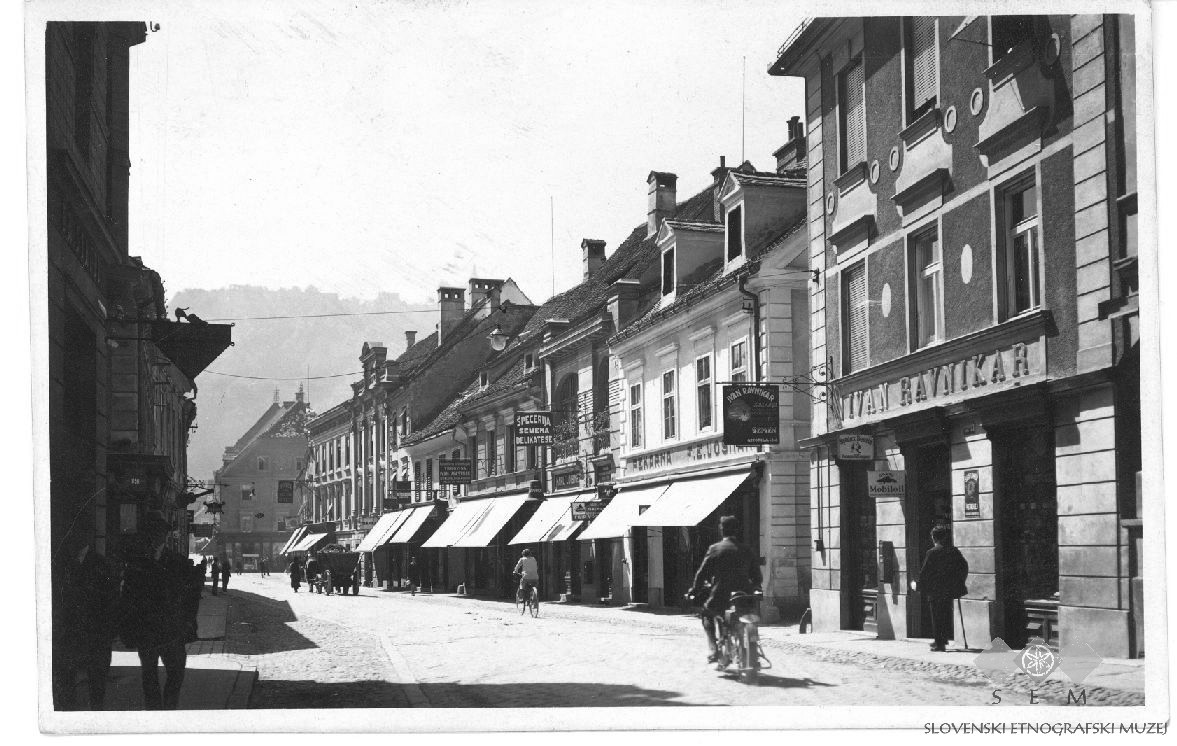
Celje na staré pohlednici.

První osídlení se v oblasti vyskytuje již v době halštatské. Starořečtí historikové pak Celje uvádějí jako Keleu, což značí úkryt. Podle nálezů zde Keltové za království Noricum razili mince. Historické centrum města vzniklo na soutoku řeky Savinja s potokem Voglajna. Keltské osídlení se zde rozvinulo zhruba v roce 300 př. n. l..
Oblast byla kolem roku 15 př. n. l. připojena k Římské říši. Z původně keltského sídla se vyvinulo římské město Claudia Celeia. Z administrativního hlediska bylo součástí provincie Noricum. Některé pozůstatky, které byly z období počátku letopočtu odhaleny během archeologického průzkumu, jsou do dnešní doby dochovány a zpřístupněny veřejnosti. V roce 45 n. l. získala osada městská práva. Zmiňována bývá rovněž i pod latinským názvem Troia Secunda (Druhá Troja). Jednalo se o ekonomicky vzkvétající malé římské město, které nicméně na konci 3. století postihla živelná katastofa. Později jej poškodily barbarské vpády. Koncem 4. století, kdy byla Římská říše na své hranici napadena hordami cizích dobyvatelů, obsadil Celje vizgótský král Alarich. Stěhování národů přivedlo do oblasti Slovany. V období raného středověku bylo Celje přestavěno. První středověká písemná zmínka o městě pochází z roku 1323.
Celje bylo v letech 1341 až 1456 sídlem rodu Celjských. Městská práva obdrželo Celje 11. dubna 1451 od hraběte Fridricha II. Celjského. Jakmile rod Celjských vymřel smrtí posledního mužského potomka, Ulricha II., stali se místními pány Habsburkové. V letech 1473 bylo zbudováno městské opevnění. V roce 1515 bylo město zasaženo selským povstáním, v 17. století pak bylo obsazeno Turky.
Mapy prvního i druhého vojenského mapování ukazují město obehnané hradbami, které měly typický jihorakouský obdélníkový půdorys. Přes řeku Savinji již vedl v té době most. 
V roce 1846 byla do města zavedena železnice z Vídně (tzv. Rakouská jižní dráha). Roku 1871 byl založen místní okrášlovací spolek. Později se z něj vyvinula turistická organizace města Celje, která se snažila popularizovat jej jako destinaci nejprve v rámci Rakousko-Uherska, později Jugoslávie. Po celé 19. století nastal růst počet obyvatel Celje; zatímco na počátku století zde žilo zhruba 1400 lidí, v polovině 19. století překonalo město dva tisíce obyvatel a v roce 1910 v posledním rakousko-uherském sčítání lidu zde žilo přes šest tisíc obyvatel.
V roce 1908 bylo otevřeno První gymnázium, které patří mezi nejstarší školy tohoto typu na území dnešního Slovinska. Vzniku této školy předcházela rozsáhlá kampaň mezi místním slovinsky a německy mluvícím obyvatelstvem. Místní plánovali zřídit střední školu tohoto typu již v závěrečném desetiletí 19. století, nicméně neúspěšně. Povolení pro ní se stalo předmětem vládního sporu. Nakonec jej získali roku 1905. Roku 1911 zde byla ustanovena dramatická společnost, která působila až do roku 1936 a byla základem pro místní divadelnictví.
V roce 1896 bylo postaveno sídlo městské rady a starosty, v roce 1902 byl do města zaveden telefon a elektrifikace se Celje dočkalo v roce 1913. V této době zde žilo něco okolo sedmi tisíc lidí. Na přelomu devatenáctého a dvacátého století se město stalo baštou německého nacionalismu. Sčítání z roku 1910 ukázalo, že 66,8 % obyvatel jsou Němci. V květnu 1907 byl otevřen Německý dům jako symbol místní německé dominance. Místní Němci se v této době obávali, že by byla ohrožena jejich pozice, agitují-li Slovinci pro svůj jazyk a kulturu aktivně i v Mariboru, kde představovali tehdy menšinu, méně početnou, než v Celje.
Po první světové válce se Celje stalo součástí Království Srbů, Chorvatů a Slovinců, resp. Jugoslávie. V meziválečném období došlo k industrializaci města. Počet obyvatel se tak zvýšil až na dvacet tisíc. Německý dům byl vyvlastněn městem a dán na užívání všem obyvatelům jako Celjski dom. V dubnu 1941 město obsadily jednotky říšskoněmecké branné moci. Po skončení rychlé invaze navštívil město Heinrich Himmler, který zde navštívil věznici Stari Pisker. Německé okupační síly tuto věznici intezivně využívaly po celou dobu války. Zabito zde bylo několik set lidí a spácháno nemálo válečných zločinů. V průběhu války pak bylo město poškozeno bombardováním.
V předválečném období mělo Celje s přilehlými osadami přibližně dvacet tisíc obyvatel. V průběhu války zemřelo 575 občanů, převážně ve věku od dvaceti do třiceti let, přes jeden a půl tisíce obyvatel bylo deportováno do Srbska nebo do Říše, kolem tisíce osob bylo uvězněno a šest set místních dětí bylo převezeno do Německa ke germanizaci.
V letech 1945 až 1946 byli v městské částí Teharje (Tüchern) popraveni domnělí kolaboranti, nacisté a přisluhovači Domobrany. Přeživší Němci byli vysídleni. Obětem z Teharje byl po osamostatnění Slovinska postaven pomník.
V dobách socialistické Jugoslávie bylo město průmyslovým centrem a počet obyvatel se oproti meziválečnému období zdvojnásobil. U Lublaňské ulice vyrostla nová panelová sídliště přiléhající téměř až k historické zástavbě. Další byla postavena na severním okraji města. Od roku 1991 je Celje součástí samostatného Slovinska.
Město Celje je administrativním centrem Městské občiny Celje.

## Obyvatelstvo

### Struktura obyvatelstva
V posledním jugoslávském sčítání lidu z roku 1991 se 82,1 % obyvatelstva přihlásilo k slovinské národnosti, 4,6 % k srbské a 4,1 % k chorvatské. Zastoupeny byly i další národnosti bývalé Jugoslávie.

## Obecní správa a politika

### Místní části

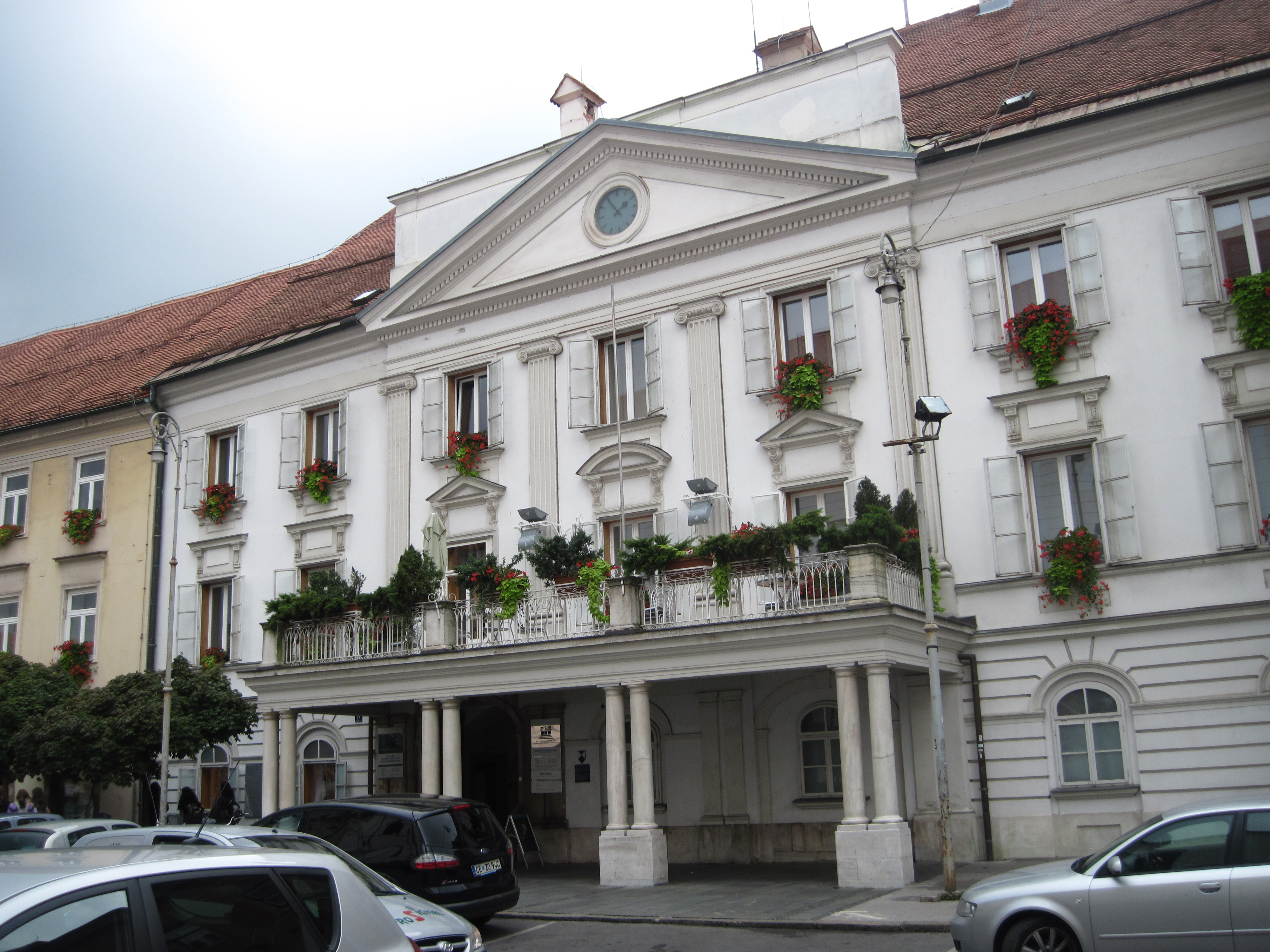
Radnice ve městě.

Město Celje se dělí celkem na 10 obvodů: Center, Dečkovo Naselje, Dolgo Polje, Gaberje, Hudinja, Karel Destovnik Kajuh, Lava, Nova Vas, Savinja, Slavko Šlander. 

### Správní území
Městská občina Celje kromě samotného města zahrnuje několik desítek okolních vesnic. Jedná se o uspořádání typické v zemích bývalé Jugoslávie.

### Zastupitelstvo a starosta
Město řídí zastupitelstvo. Starostou byl v letech 1998 až 2022 Bojan Šrot a po volbách jej nahradil současný starosta, kterým je Matija Kovač.

### Znak a vlajka
Znak města Celje byl vytvořen podle vzoru znaku rodu Celjských. Tři hvězdy z místního znaku byly použity i pro Státní znak Slovinska, který se používá od roku 1991. Využití znaku města jako symbolu Slovinců se objevovalo i na symbolech Království Srbů, Chorvatů a Slovinců v období mezi dvěma světovými válkami. 
Vlajka města vyobrazuje znak a má dva vodorovné pruhy v barvách, které jsou na znaku použity.

## Hospodářství

### Zemědělství
Prostor širokého údolí řeky Savinja západně a v menší míře i východně od města je intenzivně obděláván. Nachází se zde kromě toho i rozlehlé vinice.

### Průmysl

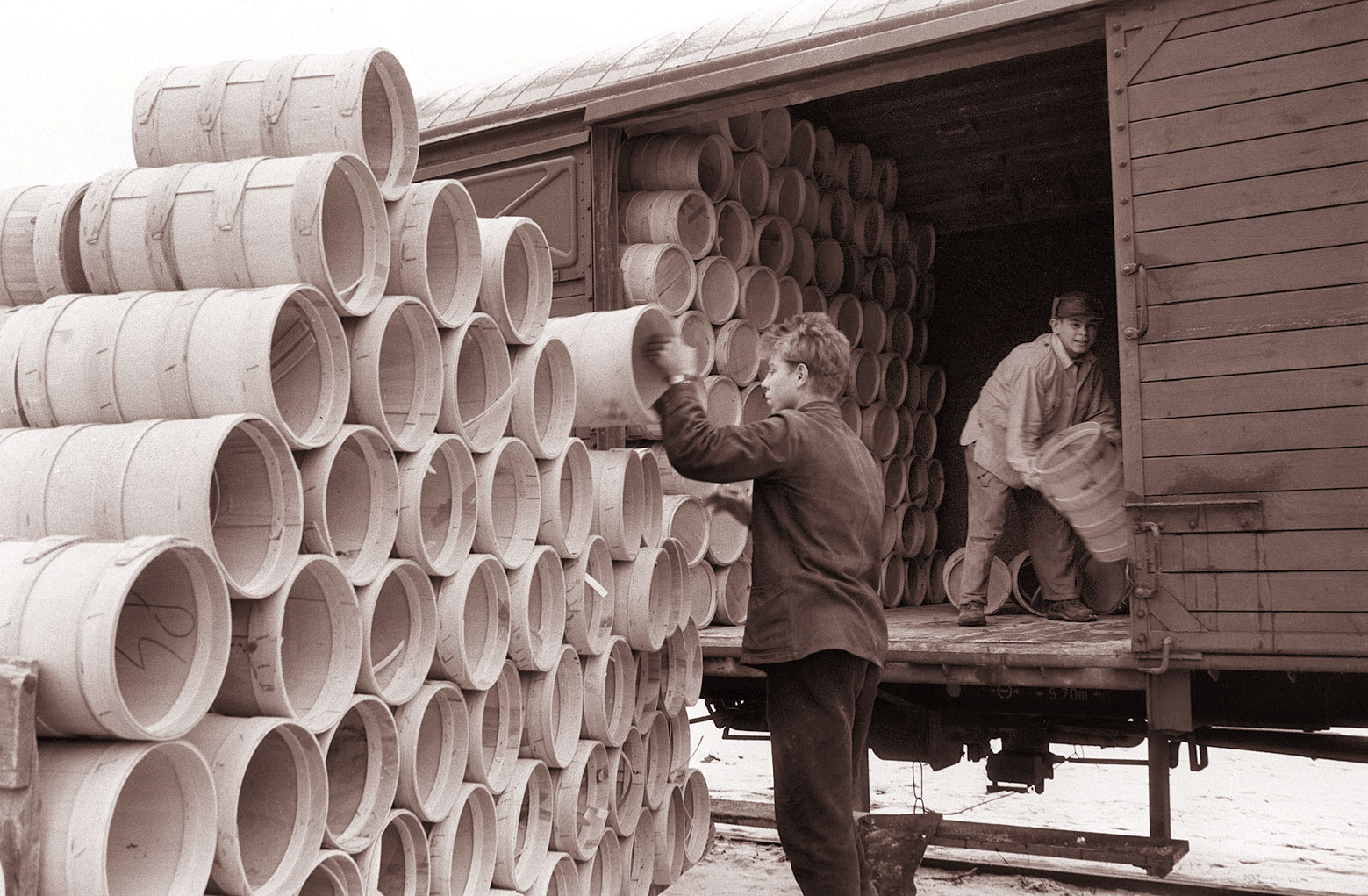
Nakládka dřevěných sudů v roce 1960 v Celji.

Značnou část plochy města zabírají průmyslové podniky. Jedná se přibližně o celou jeho část východně od ulice Mariborska cesta.
V 19. století bylo město industrializováno. Roku 1873 byla založena místní zinkovna (slovinsky Cinkarna Celje), která se stala později jedním z klíčových zaměstnavatelů místního obyvatelstva, iniciátor růstu a rozvoje města a hlavní udavatel běhu ekonomiky města. Jedním z hlavních znečišťovatelů ve městě byl právě tento závod. Jeho původní areál byl zbořen a následně nahrazen novým; dnes původní lokalitu připomíná jen ulice Cinkarniška pot. Podnik vyrábí také stavební materiály a zahradní substráty. Sanace nejvíce znečištěné oblasti v blízkosti továrny probíhá teprve několik posledních let. Znečištění z průmyslu (tj. ze všech podniků) je dlouhodobě téma ve městě.
Později byl také v Celji vyráběn stavební materiál, který se vyvážel do celé Jugoslávie a emailované nádoby (továrna EMO). Dnes je rozlehlý areál rozdělen do několika menších celků, hlavní činností firem je výroba nástrojů pro automobilový průmysl. Silně zastoupen byl i textilní průmysl, který se však nedokázal přizpůsobit podmínkám po roce 1991 a globalizovanému trhu, a stejně jako všude ve východní Evropě zanikl. Na severovýchodním okraji města se nachází masokombinát a v nedaleké Arji vsi mlékárna.

### Služby
V Celje sídlí společnost Tuš Holding, která se z malého místního maloobchodního řetězce postupně stala majitelem celostátní sítě supermarketů. Obchodní a podnikatelské aktivity se soustřeďují na sever od centra podél Mariborské cesty a na východě města, kde se nacházely závody zinkovny. Podél Mariborské cesty se nachází také výstaviště Celje (slovinsky Celjsko sejmišče), které je známé každoročním veletrhem. Podnikatelský veletrh se zde koná každý rok v září.
Podle informací slovinského statistického úřadu je místní průměrná mzda o 3 % pod celoslovinským průměrem.

### Turistika
Mezi hlavními turistickými památkami je navštěvován především Celjský hrad. Většina návštěvníků města přichází ze zahraničí; z 3959 turistů v srpnu 2022 bylo 3352 návštěvníků ze zahraničí a 607 domácích. Mezi zahraničními návštěvníky byli nejčastější Němci, Rakušané, Italové, Češi, Srbové, Chorvati, Dánové, Francouzi a Španělé. Průměrně turista stráví ve městě 2,4 dne. V roce 2017 navštívilo město 18 118 zahraničních turistů a 7 304 domácích. Ve srovnání s ostatními destinacemi ve Slovinsku není Celje příliš často navštěvovaným místem.

## Doprava

### Silniční doprava
Celje je dobře napojeno na slovinskou dálniční síť (prochází tudy hlavní dálnice spojující Lublaň a Maribor. Výjezdy č. 13, 14 a 15 zajišťují spojení s městem. 
Silnice celostátního významu č. 5 směřuje údolím řeky Savinja k Zidanému Mostu a dále k chorvatské hranici. Samotné město prochází několik frekventovaných čtyřproudých tříd; kromě již zmíněné Mariborské cesty je to také Kidričeva ulice, která splňuje roli západo-východní magistrály.

### Železniční doprava

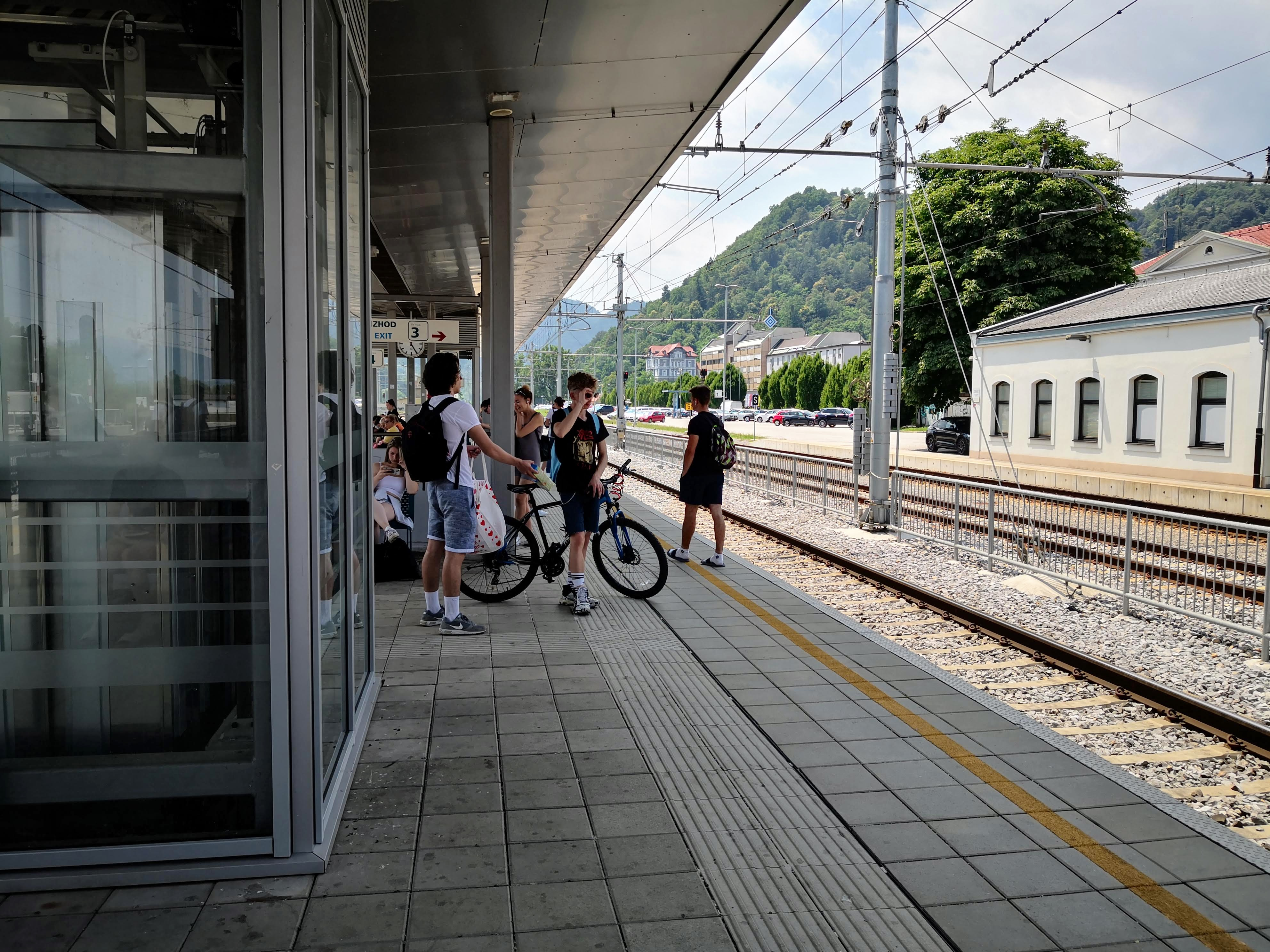
Nástupiště na místním nádraží.

Město je rovněž i významnou železniční křižovatkou, jedna z procházejících tratí byla součástí Rakouské jižní dráhy. Odbočuje odtud trať do města Velenje. 
Kromě hlavního nádraží, které je umístěno východně od historického centra města (poblíž soutoku obou řek), se zde nachází i několik menších zastávek, jako např. Celje-Lava. 

### Vodní doprava
Místní vodní toky jsou mělké a nejsou využívány pro dopravu. 

### Letecká doprava
Letiště Celje má význam pro účely sportovního létání. Leží západně od města. Má 900 m dlouhou zatravněnou ranvej. 

### Městská doprava
Hlavní autobusová stanice je umístěna v blízkosti té železniční. Městská doprava v Celje je zajištěna pomocí několika málo autobusových linek.

## Společnost

### Školství

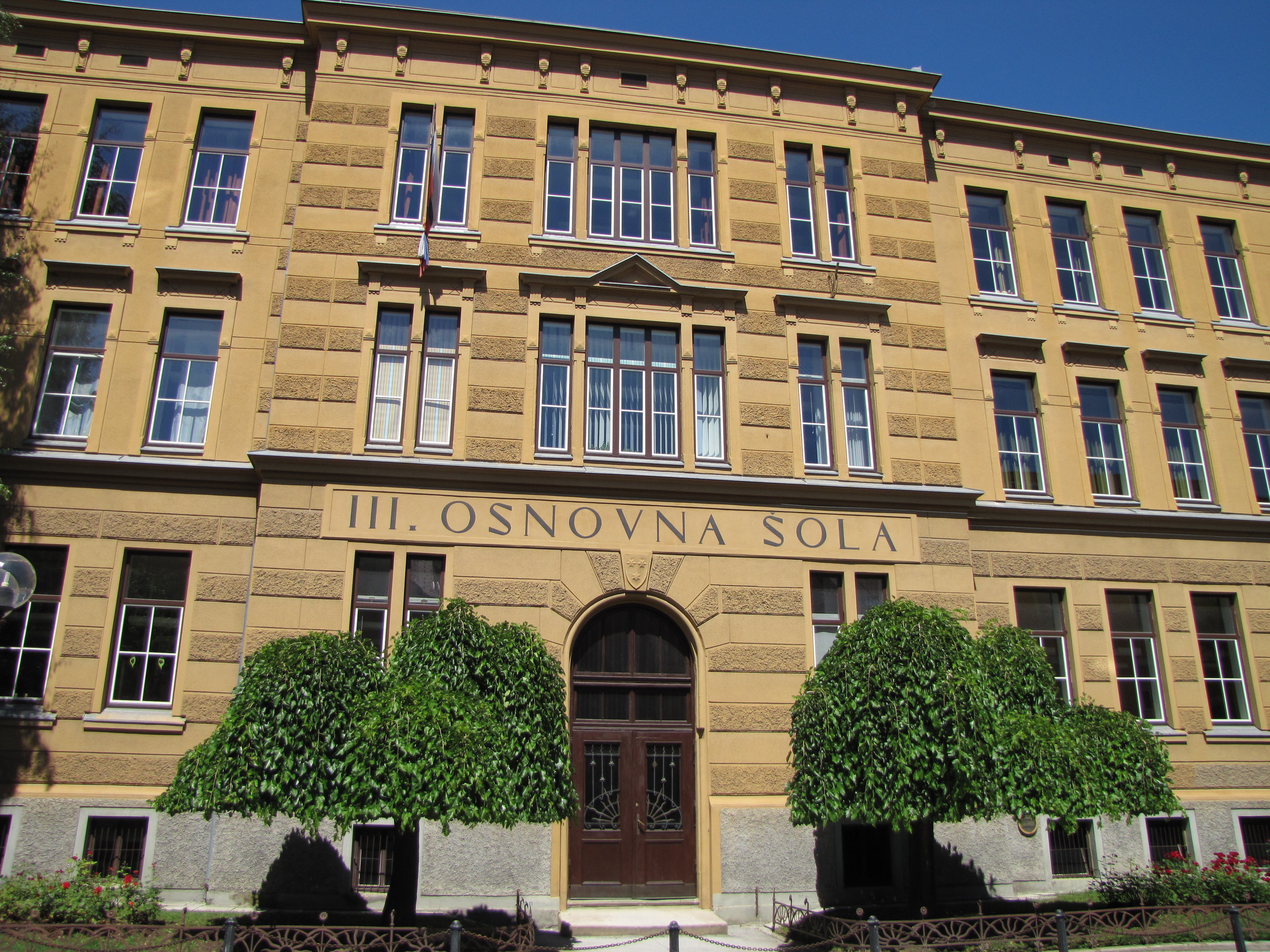
III. základní škola v Celje.

Ve městě se nachází celkem 9 základních škol. dále potom tři gymnázia a 8 středních odborných škol a čtyři vyšší odborné školy. Jedna ze středních škol je zaměřena na zahradnictví a vizuální umění. 
Od roku 2005 zde je nicméně dislokována jedna fakulta Univerzity v Mariboru. V roce 2006 bylo založeno technologické centrum a mezinárodní univerzita Tehnopolis Celje, která byla dokončena v roce 2013. Působí zde také Lidová univerzita Celje. 

### Zdravotnictví
Ve městě stojí (blízko centra) všeobecná nemocnice (slovinsky Splošna bolnišnica Celje).

### Média
V Celje sídlí média regionálního významu, jako např. Novi tednik a Radio Celje. Činnosti ve městě sleduje online časopis s názvem celje.info. 

### Sport
V Celji se nachází fotbalový Stadion Z’dežele s kapacitou 13 600 míst. Místní fotbalový tým FK Celje získal v sezoně 2019/2020 slovinské 1. fotbalové ligy první místo. Uvedený tým byl založen již roku 1919. 
Mezi nejúspěšnějšími místními týmy je házenkářský klub Celje Pivovarna Laško, který hraje v hale Zlatorog. Založen byl roku 1946 a největší úspěch dosáhl v sezoně 2003/2004, kdy porazil německý Flensburg ve finále evropské házenkářské lize mistrů. 
Ve městě se také nachází Ženský házenkářský klub Z'dežele (ŽRK), který byl v sezóně 2016/2017 finalistou Slovinského poháru. 
Celje je domovem nejúspěšnějšího ženského basketbalového klubu ve Slovinsku ŽKK Cinkarna Celje, který hraje své domácí zápasy ve velké hale střední školy Celje-Center.
V Ledena dvorana Golovec hrají svá mistrovská utkání hokejisté HK Celje, kteří hrají kromě domácí ligy i mezinárodní Alps Hockey League.
V městských sadech, které jsou umístěny na druhé straně řeky Savinji se nachází tenisová hala a další rekreační zařízení.

## Kultura

### Kulturní instituce

#### Muzea

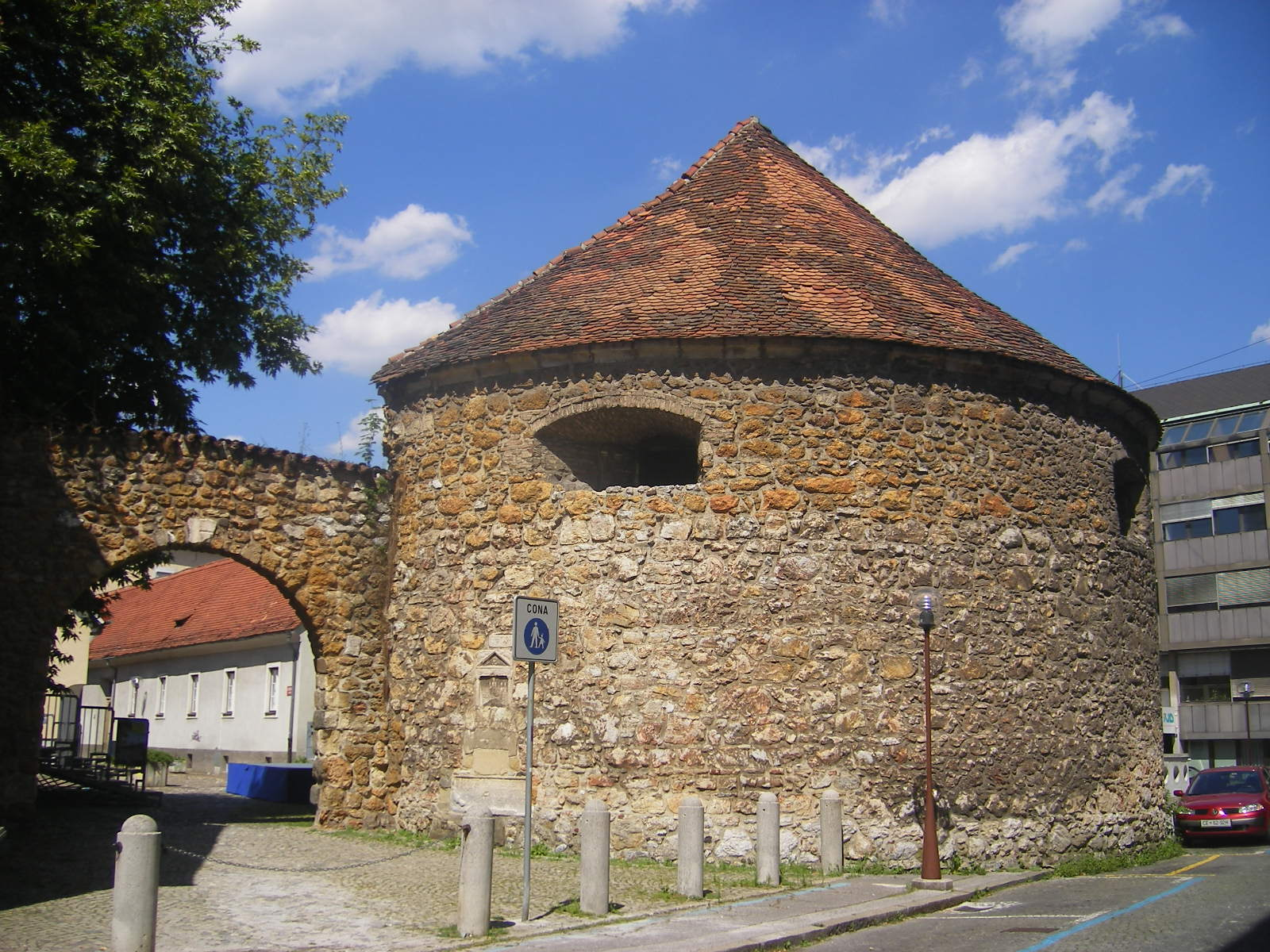
Vodárenská věž

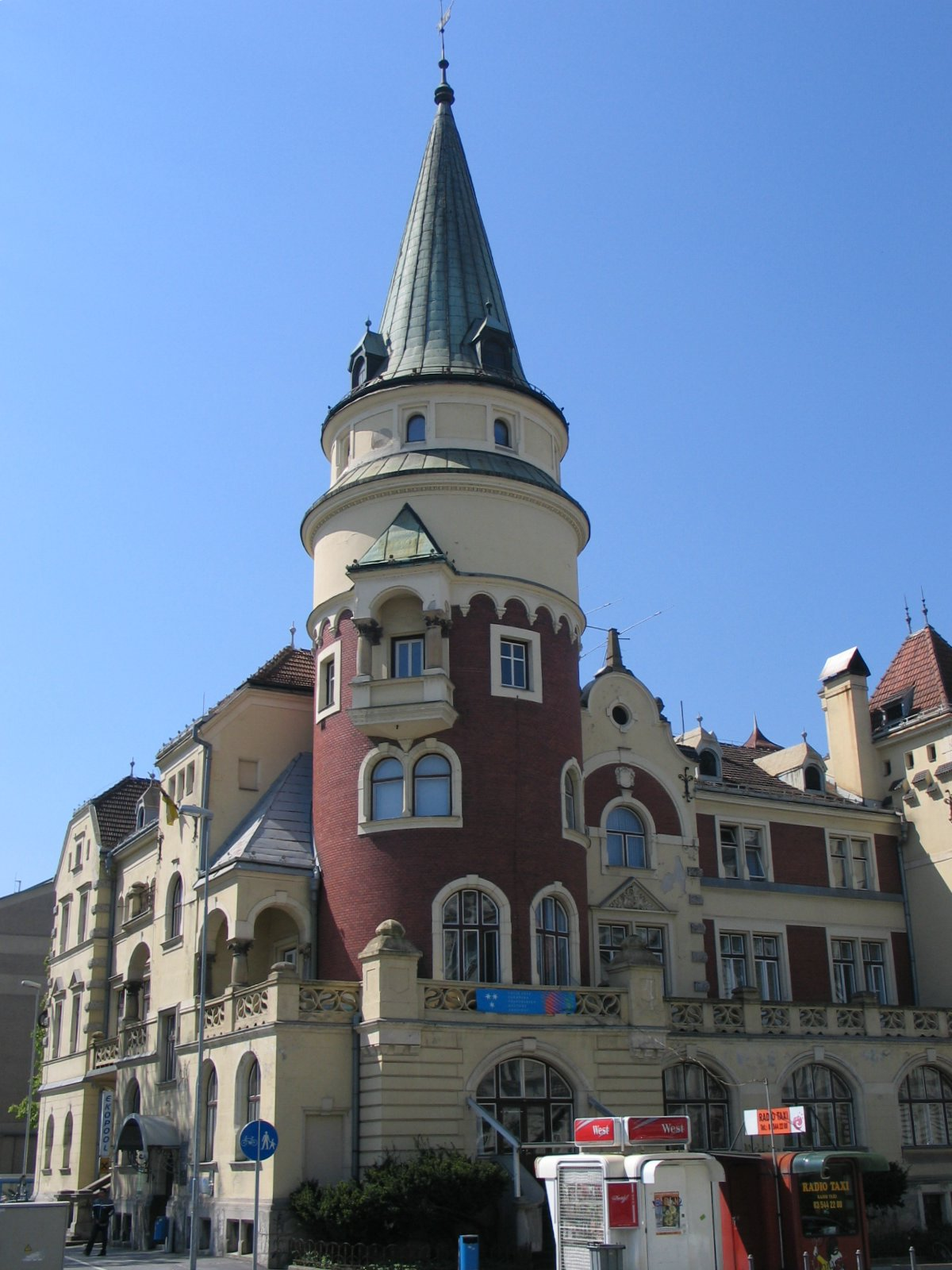
Věžička Celjského domu

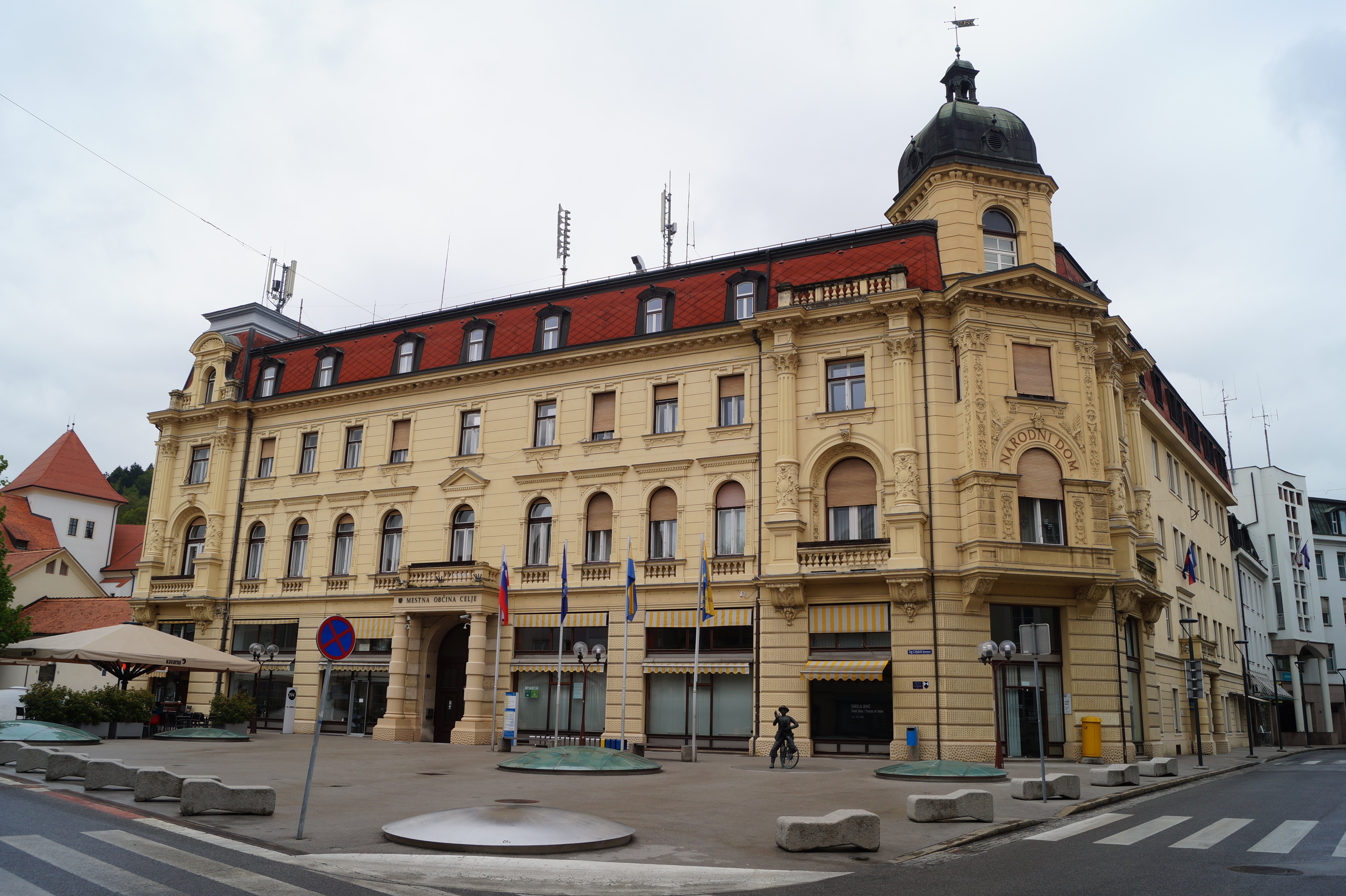
Národní dům

Ve městě rovněž sídlí také regionální muzeum (slovinsky Pokrajinski muzej). Má mimo jiné historickou sbírku, která se věnuje od nejstarších dějin až po první světovou válku. Zajímavý je zde i malovaný strop, jedna z mála maleb se světskou tematikou z období konce renesance a nástupu raného baroka.
Dále zde sídlí Muzeum pro děti Hermanov Brlog (slovinsky Otroški muzej Hermanov Brlog) a Muzeum novějších dějin Celje (slovinsky Muzej novejše zgodovine Celje). Poslední uvedené se věnuje hlavně etnografii.

#### Divadla
Město Celje zde provozuje Městské divadlo Celje (slovinsky Celjsko mestno gledališče), které má velkou a malou scénu. Městské divadlo bylo založeno v roce 1950. Ve městě se také nachází kulturní centrum, věnované pro mládež.

#### Galerie
V Celje se také nachází Galerie současného umění a Galerie erotiky.

#### Knihovny a archivy
Ústřední knihovna sídlí v budově v centru města a renovována byla v roce 2010. První knihovna (čitalnica) byla ve městě zřízena roku 1862. V Celje se také nachází pobočka státního archivu.

#### Kulturní akce
Každoročně se v Celje dne 11. dubna koná městský festival, na památku získání městských práv.[zdroj?] Koná se zde rovněž i mezinárodní folklorní festival s názvem "Od Celja do Žalca".

### Kulturní památky a pamětihodnosti města
Mezi kulturní památky navštěvované v Celji patří mimo jiné:
- Celjský hrad (též Starý hrad, Horní hrad, hrad Celje), přestavovaný původní hrad s nejstaršími částmi až ze 13. století. V létě se zde koná festival s názvem Živá historie (slovinsky Živa zgodovina).[2]
- Dolní hrad, též Knížecí dvůr, postavený ve 14. století
- městské opevnění, které je poprvé doloženo k roku 1473
- Budova radnice (magistrát), postavená okolo roku 1750
- Celjský dům (původně německy Deutsches Haus), z r. 1906, architekt Peter Paul Brang
- vodárenská věž z 15. století.
- Lidová spořitelna (architekt Jože Plečnik, 1928–1929)
- Palác Prothasi z roku 1770
- Mestska hranilnica, zbudovaná v roce 1887 podle vídeňského vzoru
- Mariánský sloup z roku 1776
- Železný dvůr (slovinsky Železni dvor, německy Eisenhof)
- Budova nádraží z poloviny 19. století
- Joštův mlýn, dnes nepoužívaný k původnímu účelu
- památník Válka a mír připomínající partyzánské vojsko za druhé světové války. Byl odhalen v 50. letech 20. století
- Herkulův chrám, archeologická lokalita s pozůstatky antického chrámu
- Kapucínský klášter v centru města
- raně křesťanská křtitelnice na Gubčevě ulici.
- Kostel svatého Mikuláše ze 14. století
- Kostel svaté Alžběty z počátku 15. století.
- kostel svatého Sávy (pravoslavný), postaven roku 1932.

O ochranu památek se zde stará Ústav pro ochranu kulturního dědictví, který zde má svoji pobočku (slovinsky Zavod za varstvo kulturne dediščine Celje).

## Bezpečnost
V Celje leží kasárny slovinské armády, nesou název po Rozmanu Stanetovi.

## Ve filmu
V Celje se natáčel hororový film Torment (2017) nebo hororový film The Curse of Valburga (2019).

## Osobnosti

### Rodáci
- Anna Celjská, polská královna, druhá manželka polského krále Vladislava
- Anna Celjská (1438), dcera Heřmana II. Celjského.
- Lenore Aubert (1918–1993), hollywoodská herečka
- Barbara Celjská (1390/1395–1451), druhá žena Zikmunda Lucemburského
- Gregor Cankar (nar. 1975), sportovec
- Jolanda Čeplak (nar. 1976), sportovec
- Anica Černej (1900–1944), básník
- Janez Drnovšek (1950–2008), politik a slovinský prezident
- Janez Drozg (1933–2005), televizní režisér
- Dejan Glavnik (nar. 1975), slovinský cyklista
- Bojan Gorišek (nar. 1962), pianista
- Andrej Hieng (1925–2000), spisovatel a dramatik
- Romana Jordan Cizelj (nar. 1966), lékař a politik
- Boban Jović (nar. 1991), fotbalista
- Jelko Kacin (nar. 1955), politik
- Alma Karlin (1889–1950), cestovatelka
- Margit Korondi (nar. 1932), sportovkyně
- Janez Lapajne (nar. 1967), filmový režisér
- Oto Pestner (nar. 1956), hudebník a zpěvák
- Milan Pogačnik (nar. 1946), politik
- Lucija Polavder (nar. 1984), sportovkyně
- Johann Gabriel Seidl (1804–1875), archeolog
- Bina Štampe Žmavc (nar. 1952), bástník
- Tina Trstenjak (nar. 1990), sportovkyně
- Beno Udrih (nar. 1982), basketbalista
- Bogumil Vošnjak (1882–1955), politik a diplomat
- Urška Žolnir (nar. 1981), sportovkyně

### Čestní občané
- 1952 – Franc Leskošek - Luka
- 1952 – Peter Stante - Skala
- 1952 – Mica Šlander
- 1952 – Josip Tominšek
- 1955 – Stane Kokalj
- 1955 – Franc Kač
- 1955 – Martin Plankar
- 1955 – Blaž Pristovšek
- 1955 – Fran Roš
- 1955 – Janko Orožen
- 1960 – Fedor Gradišnik
- 1963 – Franc Simonič
- 1970 – Edvard Kardelj
- 1970 – Sergej Kraigher
- 1970 – Josip Broz - Tito
- 1977 – Olga Vrabič

## Významná ocenění
- 1993 – Ludvik Rebeušek, za propagaci města z hlediska turista
- 1997 – Stanko Lorger – za přínosy v oblasti sportu
- 1999 – Janko Lešničar – za přínos v oblasti rozvoje zdravotnictví
- 2002 – Rado Jenko – za přínos v oblasti rozvoje města
- 2004 – Jože Marolt – za přínos v oblasti rozvoje města
- 2005 – Darinka Pavletič-Lorenčak – za přínos v oblasti rozvoje kultury města
- 2010 – Jože Geršak – za životní dílo v oblasti podpory sportu a vzdělávání ve městě
- 2012 – Ivan Stopar – za životní dílo v oblasti umění
- 2016 – Rudi Čajavec – za životní dílo v oblasti lékařství
- 2018 – Lilijana Praprotnik Zupančič – za životní dílo v oblasti literatury mládeže
- 2019 – Ivan Grobelnik - Ivo – za činy v době druhé světové války
- 2019 – Stanislav Lipovšek – za podporu rovných práv mezi lidmi
- 2020 – Janko Hartman – za architektonický přínos městu

## Partnerská města
- Grevenbroich, Německo
- Singen, Německo
- Slavonski Brod, Chorvatsko
- Budva, Černá Hora
- Čerepovec, Rusko
- Ćuprija, Srbsko
- Doboj, Bosna a Hercegovina (od roku 1965[18])
- Gaziantep, Turecko
- Graz, Rakousko
- Sisak, Chorvatsko
- Sombor, Srbsko
- Šabac, Srbsko
- Spittal am Drau, Rakousko
- Veles, Severní Makedonie